# Zvěřinec (hrad)
Zvěřinec je zřícenina hradu asi 2,5 km jižně od Jesenice v okrese Příbram. Hrad stál na vrcholu Na Hradě v nadmořské výšce 542 metrů. Dochovaly se z něj terénní relikty a drobné zbytky zdí. Od roku 1965 je chráněn jako kulturní památka.

## Historie
První písemná zmínka o hradu pochází z roku 1362, kdy se po něm psal Mareš ze Zvěřince. Jeho rodu patřil až do první poloviny 15. století, kdy jej na čas získali Leskovcové z Leskovce, od kterých jej koupili Růtové z Dírného. Když jej v roce 1539 prodávali Mikuláši Měděnci z Ratibořic, uváděl se hrad jako pustý.

## Stavební podoba
Hrad tvořilo rozsáhlé předhradí obdélného půdorysu a výrazně výše položená jádro. Předhradí bylo na jižní a západní straně chráněno valem a mohutným vyzděným příkopem. Do hradu se vstupovalo od jihu. Jižní část nádvoří byla ze tří stran obestavěna budovami. U terénních reliktů západní budovy se nachází hromady kamene, které mohou pocházet z nedokončené nádrže na vodu. Další malá budova stála v severní části předhradí mezi dvěma skalními bloky. Hradní jádro se nacházelo severovýchodně od předhradí. Tvořila ho centrální skála, na které stála z větší části dřevěná věž chráněná zděnou hradbou. Ta se na východě napojovala na budovu částečně vytesanou ve skále. V západní části jádra stála další dvouprostorová budova.
Hrad typově patřil mezi hrady rozvinutého donjonového typu. Vzhledem k velikosti a výstavnosti předhradí lze předpokládat, že v dochované podobě vzniklo později než hradní jádro a převzalo některé jeho funkce. Hromady kamene naznačují, že jeho stavba nebyla dokončena.

## Přístup
Zbytky hradu jsou dobře přístupné po odbočce z červeně značené turistické trasy z Jesenice do Jistebnice